# 桂小枝
桂 小枝（かつら こえだ）は、上方落語の名跡。過去3人ほど「小枝」を名乗った落語家が存在する。
- 桂小枝 - 後∶初代桂歌之助
- 桂小枝 - 『落語系図』では、二代目桂小文枝の門人に小枝の名が確認できる。
- 桂小枝 - 後∶桂枝助
- 桂小枝 - （1948年 - ）大阪市此花区の生まれ。本名：脇本 博司。加古川東高校に通いながら、1966年に三代目桂小文枝に入門し、小枝を名乗った。六代桂文枝の一つ上の兄弟子に当たる。六代文枝と一緒に伊勢まで東の旅を歩いたこともあるが、間もなく廃業している（師匠が貯めていた小銭入れのお金を勝手に使って破門されたとされる）。廃業後は板前をしていたとのこと。

桂 小枝（かつら こえだ、1955年〈昭和30年〉5月25日 - ）は、日本の落語家であり、タレント、スタイリスト。所属事務所は吉本興業。出囃子は『ミッキーマウスマーチ』または『調練』、『小枝ブルース』（キダ・タロー作曲）。上方落語協会理事。本名∶ 青木 喜伸。兵庫県西宮市出身。ニックネームは「こえぴょん」「ミスター（ナイトスクープ）」。2人の娘と2人の孫がいる。

## 経歴
実家はお好み焼き屋を経営。少年時代はボーイスカウトに所属していた。同じくボーイスカウトに入っていた俳優の生瀬勝久とこの頃すでに出会っており、「ボーイスカウトの頃と喋りがそのまま」と述べている。また独特の抑揚をつけたしゃべり口調は、師匠となる5代目桂文枝の落語を聴いているうちに意識するようになり、身についてしまったという。
西宮市立塩瀬中学校、兵庫県立宝塚高等学校卒業。高校時代は落語研究会に所属。当時の高座名は「桂方沙織」。また「劇団根性座」を結成して演劇もおこなっていた。このころから白塗りしていたため、後の高座での芸風に繋がった。
高校卒業直前の1974年（昭和49年）2月、3代目桂小文枝（後の5代目桂文枝）に入門。入門時に「名前聞いただけでさわやかな、そよ風みたいな名前がいい」と要望したため小文枝は「桂そよ風にせえ」とも言ったが、結局「桂枝織」となる。新人時代は、顔に真っ白なドーランを塗り、ちょんまげのかつらをつけて落語をし、座布団、畳などを人差し指一本で廻すという特技を披露していた（通称「白塗り落語」）。髷かつらの代わりに茄子をくくり付けていたこともある。ネタの枕でその茄子をカッターで切って客席放り投げるという芸をやっていたが、誤って指を切ってしまったことがある。これらの奇抜な扮装は古典落語をしようにも先達によって開拓、研究され尽くされていて「若手が入り込む余地がなく、全く手が打てない」と考えた末でのアイデアだった。
この時期、高校時代の教師（兵庫県立西宮高等学校に転任していた）から「自分の教え子に落語家志願の生徒がいるので苦労話を聞かせてやってくれ」と頼まれて学校まで出向き、相手の生徒と差し向かいで話をした。その高校生の名は井田達夫といい、現在の七代目笑福亭松喬である。その当時、井田少年は落語家になることを親に反対されており、話の内容は「いずれ落語の世界に入るなら、ご両親も大学だけは行ってくれと話しているのだから、進学してはどうか。兄弟子の桂三枝・桂文珍も大学を出て落語家になっている。大学の4年間を芸の肥やしにするか、回り道にするかは君次第だ」というものであった。
1981年（昭和56年）9月、師匠をはじめとする周囲の勧めもあり、桂 小枝に改名。5代目文枝は著書で「変えさせた」と記している。以降、関西ローカルのテレビ番組などで顔を売る。当時は『TV-JACK』（ABCテレビ）内の「美人数珠繋ぎ」など、関西ローカル深夜番組のロケコーナーを受け持つが、人気は今ひとつ出なかった。テレビデビューかつ初レギュラーとなった生放送のテレビ番組では、放送禁止用語を言ったために即レギュラーから降ろされている。
1988年（昭和63年）より2013年（平成25年）まで『探偵!ナイトスクープ』の探偵としてレギュラー出演。ねちっこい話し方と小ネタ集、パラダイス（全国にある面白テーマパーク）紹介で人気を獲得した。特に「謎の爆発卵!?」の放送回（1993年〈平成5年〉12月24日放送）は、『探偵!ナイトスクープ』の視聴率が関西圏のみで30.5 %を記録するなど、現在でも傑作の呼び声が高い。探偵紹介を受けてからの挨拶「よろしくお願いしま〜す、桂小枝で〜す、お願いしま〜す」（放送によっては、名前を先に挨拶する時もある）と、終わった後の第一声「しかし、まぁ〜何ですね〜」、直後の収録時と放送日との差をネタにしたトークがトレードマークとなっていた。島田紳助は「小枝は35歳になってから売れる」と予言していたが、33歳のときにレギュラー出演が決まったこの番組のおかげでその予言が的中することとなった。予言した理由は「若いうちは独特の粘っこい口調は無理がある、あの話し口調はそれ相応の歳になってからでないと合わない」と読んだためと、後日談として話していた。

2013年（平成28年）9月27日の放送分を以って、25年間出演していた同番組を卒業、その後、2014年（平成29年）8月に顧問として復帰し、以降定期的に出演。
桐灰化学のカイロのCMに出演して、関西以外の地域でも名が知られるようになった。小枝はこのCMのために剃髪しているという。桐灰側もこのCMによって企業の知名度、業績やカイロのシェアが上昇したため、リクルート情報などにおける企業紹介でも普通に「桂小枝さんのCMでおなじみの会社です」などという文句を用いている。
フジテレビの『幸せって何だっけ 〜カズカズの宝話〜』にゲスト出演した際、細木数子にリポーターとしての活動ではでなく、もっと古典落語をやりなさいと言われたことがある。現在は積極的に古典落語に挑戦し、『くっしゃみ講釈』『佐々木裁き』『悋気の独楽』などの十八番を持っている。以前はテレビ番組で「この歳になっても独演会をやったことがないのは私くらい」と言っていたが、2010年に初の独演会をおこなった。ただ、バラエティ番組での活動が多いため、地域によっては落語家としてのイメージが低い。そのため、ナイトスクープ内のロケがなんばグランド花月で行われた際、たまたま着物で出番待ちをしていた時に出演した時にはわざわざ｢落語家 桂小枝師匠｣というテロップが表示された。
「アトリエ色えんぴつ」のスタイリストとしても活動しており、自ら出演しているテレビ番組の多くに関わっている。
弟子に桂小留（ちろる）がいる。

## 人物像

結三柏は、桂文枝一門の定紋である。

その芸風とは違い私生活ではかなり物静か。『探偵!ナイトスクープ』でも、探偵活動中困り果てたジミー大西からの電話を受けた時、きわめて物静かにしゃべる声が放送されたことがあった（ただし次のシーンでは例のねちっこいしゃべり方に戻っていた）。
2016年現在、吉本の同期で唯一の落語家ゆえに、明石家さんまと非常に仲がよい。
簾を様々な形に変えてみせる伝統芸、南京玉すだれの使い手。その腕前を任天堂のゲームボーイソフト『クイックス』のCMで披露している。しかし、本人曰く、そのCM以降はほとんど実演することはないという。かつて、『探偵!ナイトスクープ』の番組内で、「南京玉すだれを習得して披露したい」という小学生からの依頼を受け、指導・伝授したことがある。
下足（げそ）の天ぷらが好物。一方、蛇が大の苦手である。
愛車はシボレー・HHR。以前は黄色の古いメルセデス・ベンツ・W123に整備を繰り返しながら長年大切に乗っていたが、HHRに一目惚れするとすぐに買い換えたという。また、免許はAT限定である。
おもちゃ好きで、自宅にはかなりの量のおもちゃがある（なるみ談）。おもちゃの中でも特にブリキ製の物を蒐集する傾向にあり、さらに正規のキャラクターではない紛い物のブリキ製おもちゃを相当数保有している。

## 受賞歴
- 1984年　第5回 ABC漫才落語新人コンクール - 最優秀新人賞（落語部門）
- 1985年
  - 昭和59年度 第13回 日本放送演芸大賞（フジテレビ） - ホープ賞
  - 第2回花月大賞 - 花月新人賞

## 出演

### テレビ
現在
- 土曜はダメよ!（読売テレビ）

過去
- 歓楽街行進曲（毎日放送）
- プリ♥プリ→プリプリ（毎日放送） - 月曜→金曜レギュラー。
- TV-JACK（ABCテレビ、｢美人数珠つなぎ｣コーナー担当）
- 小枝王国(ABCテレビ)
- 探偵!ナイトスクープ（ABCテレビ）[7]
- ビショップinナイト月曜・小枝王国（ABCテレビ）
- 合コン!合宿!解放区!（ABCテレビ）
- 街かどチャチャチャ（ABCテレビ）
- こえぴょんフー!→こえぴょんフー!Z（テレビ大阪）
- 愛のコエーダ（テレビ大阪）
- 痛快!エブリデイ（関西テレビ、水曜レギュラー）
- 怒涛のくるくるシアター（読売テレビ）
- 超〜お得発見マガジン 小枝のスゴ得（読売テレビ）
- 泣いたらアカンで通天閣（読売テレビ）
- トミーズ・小枝の素敵なダーリン（読売テレビ）
- おとなのえほん（サンテレビ）
- 週刊オリラジ経済白書（日本テレビ系、レポーター）
- 笑点（日本テレビ）
- ワイド!スクランブル（テレビ朝日、木曜コーナー「おまかせ!小枝ハウジング」担当）
- オールスター感謝祭（TBSテレビ）

- 金沢発evening 5（MROテレビ、「ふれ愛の旅」コーナー担当）
- 桂小枝の幸福（ハッピー）モード2（愛媛朝日テレビ・瀬戸内海放送、毎月第2・4土曜日に放送）
- ナイトシャッフル（福岡放送、準レギュラー） - 何故か『探偵!ナイトスクープ』で一回も出たことがないと発言していた。

### ラジオ
現在
- こんちわコンちゃんお昼ですょ!（MBSラジオ、月1回金曜日の出演）

過去
- 晩々五星 火曜日「ディスカス!」（MBSラジオ）
- 桂小枝のそやから大阪きらいやねん（MBSラジオ）
- おっと!モモンガ（ラジオ大阪）
- イエイエサンデー（ラジオ大阪）
- 桂小枝のキンコン冠婚（東海ラジオ）
- 小枝のめちゃええかんじ（東海ラジオ）
- 日清製粉小枝のお好みサンデー→日清フーズ小枝のオコタコRadio（YES-fm、2006年春をもって末成由美に引き継がれた）

### PV
- ロードオブメジャー『さらば碧き面影』

### CM
- 任天堂
- 桐灰化学[8]
- 尼崎信用金庫
- 大阪ガス
- NTT
- 大阪府・大阪市
- インテリジェンス
- トヨタ自動車
- スマイルタウン・関西住宅販売（ラジオのみ）
- ナビタイム
- 江崎グリコ
- JR西日本・ICOCA（カモノハシのイコちゃんの声を担当）

など

## 著書
- 『のーてんきにもほどがある』プラザ, 1996.3